# زوسادیسم
زوسادیسم (به انگلیسی: Zoosadism) یکی از انواع اختلالات روانی و جامعه‌ستیزی است که در آن، فرد از آزار رساندن به جانوران لذت می‌برد. مشاهده شده است که بسیاری از مجرمان، سابقهٔ جانورآزاری در دوران کودکی را داشته‌اند.

## پژوهش‌ها
برخی پژوهش‌ها نشان داده است که افرادی که نسبت به جانوران ستم می‌کنند، با احتمال بسیار نسبت به انسان‌ها هم خشن و بی‌رحم هستند. به گزارش نیویورک تایمز:
اف‌بی‌آی دریافته است که سابقه خشونت علیه جانوران یکی از ویژگی‌هایی است که به‌طور مرتب در پرونده‌های کامپیوتری دربارهٔ متجاوزان و قاتلان زنجیره‌ای به چشم می‌خورد و راهنمای تشخیصی و درمانی استاندارد برای اختلالات روحی و روانی دربارهٔ جانوران را به عنوان یکی از معیارهای تشخیصی برای اختلالات رفتاری توصیف می‌کند.
اما با این حال هلن گاوین در مجله روان‌شناسی جرم‌شناسی و قانون‌شناسی (۲۰۱۳) نوشت:
این یک ویژگی جهانی نیست. دنیس نیلسن، در آغاز ارتباط اجتماعی خود با مردم مشکل داشت اما دوست باوفای خود را که سگی دورگه بود، دوست داشت. پس از دستگیری، وی بسیار نگران رفاه سگش بود؛ زیرا او نیز به پاسگاه پلیس برده شد.
آلن آر. فلتوس، در مقاله خود، «پرخاشگری در برابر گربه‌ها، سگ‌ها و مردم» (۱۹۸۰) را گزارش داد:
یک نظرسنجی از بیماران روانی که بارها سگ‌ها و گربه‌ها را شکنجه داده بودند،
آن‌ها دارای سطح بالایی از پرخاش نسبت به مردم هم بودند، از جمله یک بیمار که یک پسر را به قتل رسانده بود.